# Сіріус B

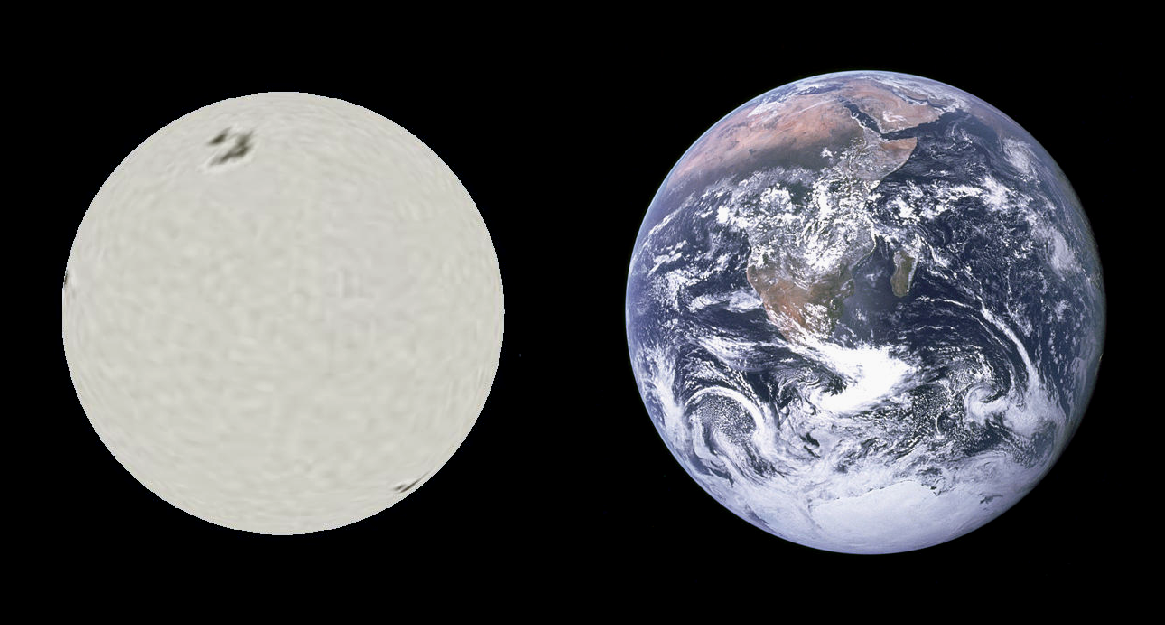
Порівняння розмірів Сіріуса B і Землі

Сіріус B (лат. Sirius B, також HD 48915B) — білий карлик, одна з двох зір у зоряній системі Сіріус. Обертається навколо загального центру мас з Сіріусом А на відстані приблизно 20 астрономічних одиниць з періодом близько 50 років. Маса Сіріуса B близька до сонячної, тоді як типовий білий карлик має масу порядку лише 0,6-0,7 мас Сонця, тому Сіріус B вважають одним з наймасивніших білих карликів. Попри масу, що дорівнює сонячній, його об'єм більш ніж у мільйон разів менший від сонячного, а розмір близький до розміру земної кулі. Сіріус B має видиму зоряну величину 8,4m і за найбільшого віддалення від Сіріуса A (11 кутових секунд) його можна побачити і в невеликий телескоп. Поблизу Сіріуса A він важкодоступний для спостереження. Ця зірка — перший відкритий білий карлик.

## Відкриття

Орбіта Сіріуса B навколо Сіріуса A

1844 року знаменитий німецький астроном і математик, директор Кенігсберзької обсерваторії Фрідріх Бессель виявив, що траєкторія руху Сіріуса періодично, хоча і слабко, відхиляється від прямолінійної. У проєкції на небесну сферу вона являла собою дивну хвилеподібну криву (власний рух Сіріуса досить значний і становить 1,3 кутової секунди за рік, тому відхилення від прямолінійної траєкторії можна було зафіксувати за порівняно невеликий період спостережень).

Траєкторія руху Сіріуса по небесній сфері, XIX століття

Це «виляння» Бессель пояснив впливом якоїсь «прихованої маси», яка разом із Сіріусом обертається навколо загального центру мас з періодом обертання 50 років. До повідомлення поставились скептично — з припущення Бесселя випливало, що маса темного супутника повинна приблизно дорівнювати масі Сонця.
Однак, через 18 років, у січні 1862 припущення Бесселя блискуче підтвердилося. Під час випробування 18-дюймового (46-сантиметрового) рефрактора американський астроном Альван Грем Кларк відкрив поруч з Сіріусом маленьку зірочку, що згодом виявила орбітальний рух відповідно до розрахунків Бесселя. Це був тріумф «астрономії тяжіння». За значенням це відкриття не поступалося відкриттю Нептуна.

## Еволюція
Перш ніж стати білим карликом, зоря пройшла попередні стадії розвитку — спочатку стадію головної послідовності, а потім стадію червоного гіганта. Припускають, що скидання оболонок Сіріуса B сталося приблизно 120 мільйонів років тому. Під час перебування на стадії головної послідовності маса Сіріуса B дорівнювала 5 масам Сонця і він належав до спектрального класу B4 або B5.
Під час проходження через стадію червоного гіганта Сіріус B, імовірно, збагатив металами зірку Сіріус A. У спектрі Сіріуса A виявили високу металічність — так, вміст заліза в атмосфері Сіріуса A становить 316 % від сонячного, також спектр свідчить і про наявність інших елементів, важчих ніж гелій. З іншого боку, судячи зі спектру Сіріуса B, він складається майже з чистого гідрогену.

## Сіріус B у масовій культурі
«Діти песової Зірки», телесеріал (1984, Children of the Dog Star). Зірка Сіріус B є джерелом трьох космічних зондів, один з яких дав початок легенді догонів.